# Um Desejo de Natal
Um Desejo de Natal é um telefilme português escrito por Ana Casaca e produzido pela Santa Rita Filmes que estreou a 23 de dezembro de 2019.

## Sinopse
Várias histórias de amor e esperança, unidas entre si por fios invisíveis. Há quem chame a esses fios magia, há quem lhes chame destino. O que importa é que eles vão conduzir todos os nossos personagens para um mesmo desfecho, num mesmo dia: A véspera de Natal.
Zé (Tomás Pereira) e Joana (Inês Coelho) pedem desejos de Natal, mas estão longe de imaginar que se vão concretizar. 
Alfredo (José Neto) e Assunção (Margarida Carpinteiro) já não acreditam que a família volte a reunir-se em casa deles, mas Elsa (Oceana Basílio) mostra-lhes que podem voltar a ter um Natal como antigamente, atraindo a família toda a casa deles, quando o seu próprio marido vai passar o Natal longe dela…
Manel (Tiago Teotónio Pereira), um jovem fotógrafo, que não acredita em amor à primeira vista, vai perceber que é possível apaixonar-se por alguém que não conhece, quando ouve Alice (Mariana Pacheco) tocar no metro. 
Tiago (Pedro Laginha) e Isabel (Soraia Chaves), um casal à beira do divórcio. Poderão eles descobrir que ainda se amam?
Mateus (José Fidalgo), um emigrante que regressa a Portugal. Será que consegue reconciliar-se com o passado e perdoar o irmão?
Marina (Sara Matos) vê o seu primeiro amor regressar à aldeia e talvez precise disso para entender os seus sentimentos por ele.
Será o Natal capaz de devolver harmonia a uma família separada e conduzir um jovem apaixonado à aldeia onde essa família está reunida?
Talvez o Natal não consiga tudo sozinho, mas o amor trata de tudo o resto…

## Elenco
| Ator/Atriz             | Personagem           |
| ---------------------- | -------------------- |
| Mariana Pacheco        | Alice Costa          |
| Tiago Teotónio Pereira | Manuel «Manel» Gomes |
| Sara Matos             | Marina Pereira       |
| José Fidalgo           | Mateus Costa         |
| Joana Solnado          | Celine               |
| Margarida Carpinteiro  | Assunção Costa       |
| José Neto              | Alfredo Costa        |
| Soraia Chaves          | Isabel Costa         |
| Pedro Laginha          | Tiago Costa          |
| Oceana Basílio         | Elsa Pereira         |
| Marco Horácio          | Mário Pereira        |
| Igor Regalla           | Lucas                |

### Participação especial
| Ator/Atriz     | Personagem |
| -------------- | ---------- |
| Cláudia Vieira | Ela mesma  |
| João Manzarra  | Ele mesmo  |

### Elenco infantil
| Ator/Atriz    | Personagem        |
| ------------- | ----------------- |
| Inês Coelho   | Joana Costa       |
| Tomás Pereira | José «Zé» Pereira |

### Elenco adicional
| Ator/Atriz     | Personagem           |
| -------------- | -------------------- |
| Luísa Ortigoso | Mãe de Mário         |
| Luísa Fidalgo  | Secretária de Isabel |

## Audiências
Um Desejo de Natal estreou a 23 de dezembro de 2019 com 11,6% de rating e 24,5% de share, com cerca de 1 milhão e 101 mil espectadores a assistirem ao telefilme em estreia, liderando a tabela de audiências, com um pico de  13,2% de rating e 27,4% de share.